# Guarea
Guarea är ett släkte av tvåhjärtbladiga växter. Guarea ingår i familjen Meliaceae.

## Dottertaxa tillGuarea, i alfabetisk ordning[1]
- Guarea adenophylla
- Guarea aguilarii
- Guarea anomala
- Guarea apiodora
- Guarea arcuata
- Guarea blanchetii
- Guarea carapoides
- Guarea carinata
- Guarea cartaguenya
- Guarea casimiriana
- Guarea caulobotrys
- Guarea ciliata
- Guarea cinnamomea
- Guarea constricta
- Guarea convergens
- Guarea corrugata
- Guarea corticosa
- Guarea costata
- Guarea crispa
- Guarea cristata
- Guarea ecuadoriensis
- Guarea eriorhachis
- Guarea fistulosa
- Guarea gentryi
- Guarea glabra
- Guarea gomma
- Guarea gracilis
- Guarea grandifolia
- Guarea grossa
- Guarea guentheri
- Guarea guidonia
- Guarea hoffmanniana
- Guarea humaitensis
- Guarea inesiana
- Guarea jamaicensis
- Guarea juglandiformis
- Guarea kunthiana
- Guarea lozanii
- Guarea luciae
- Guarea macrocalyx
- Guarea macropetala
- Guarea macrophylla
- Guarea megacostata
- Guarea mexicana
- Guarea michel-moddei
- Guarea montana
- Guarea pendula
- Guarea persistens
- Guarea petenensis
- Guarea pilosa
- Guarea polymera
- Guarea pterorhachis
- Guarea pubescens
- Guarea purusana
- Guarea pyriformis
- Guarea quadrangularis
- Guarea reticulatovenosa
- Guarea rhopalocarpa
- Guarea riparia
- Guarea scabra
- Guarea silvatica
- Guarea sphenophylla
- Guarea sprucei
- Guarea subandina
- Guarea suberosa
- Guarea subsessilifolia
- Guarea subsetulosa
- Guarea tafae-malekui
- Guarea talamancana
- Guarea trunciflora
- Guarea velutina
- Guarea venenata
- Guarea zarceroensis
- Guarea zepivae